# Pomaria lactea
Pomaria lactea là một loài thực vật có hoa trong họ Đậu. Loài này được (Schinz) B.B. Simpson & G.P. Lewis mô tả khoa học đầu tiên năm 2003.